# 中國銀行（香港）
中國銀行（香港）有限公司（簡稱中銀香港，BOCHK）是中銀香港（控股）有限公司的全資附屬機構，也是香港資產和存款數目第二大的商业银行。中銀香港前身是1964年註冊成立的寶生銀行，2001年10月重組合併了12間中国银行附屬銀行及機構的所有業務、資產及負債後更為現名。截至2023年，中銀香港擁有超過180間分行，總資產達到36,855億港元，2023年年度溢利為349億港元。
中銀香港是港元的三間發鈔銀行之一，也是銀通櫃員機網絡及繳費系統創辦者之一，以及最大的會員銀行。此外，它也是香港人民幣交易的指定結算銀行。中銀香港與其母公司中國銀行在法律上為兩個獨立個體，但其作为中国银行集團的成員，在行政管理及保險、證券等業務上的關係亦密不可分。

## 歷史

### 中銀集團
中国银行起初是中國在清末民初官商合办的银行，北洋政府垮台后将官股全部卖给董事会内商股持有人，中国银行成为纯商办的银行，在1930年代初宋子文代表当时政府强行逼迫中行借钱给政府，又用这笔钱强行购买中国银行大部分股份，中国银行又变成一家以国家资本为主，商股为辅的银行。中國銀行香港分行成立於1917年，主要為當時在港中國大陸機構提供融資和兌換外匯服務，後來成為本港銀行系統的一員，並聯繫其他中資銀行，猶如在港相關銀行協調機構。1949年中華人民共和國成立後，香港有15個國有銀行的分支機搆，還有9個分支機構是大陸的公司制聯合企業銀行，先後易幟接受中共政權領導。與此同時，中共政權於1949年及1950年分別在香港成立寶生銀行和南洋商業銀行。
1952年，9家公營及私營銀行（包括新華銀行、中南銀行、金城銀行、國華商業銀行、浙江興業銀行、鹽業銀行、南洋兄弟銀行集團、華商銀行以及中國工業銀行）組成「聯合銀行聯合辦事處」。1954年，上列的最後三家銀行根據中央政府決定，關閉香港分行。1958年，其餘六家銀行的管理事務，移交給中國銀行香港及澳門分區辦事處。中國銀行繼而接管廣東省銀行、華僑商業銀行與交通銀行在香港的銀行業務，中銀港澳辦事處成為十二間中國資金銀行的決策機構。
1975年6月，中國銀行增加辦事處屬下聯合銀行的資本金，當中資本金都來自於中國政府，各間銀行個人所有權逐漸下降、一度跌至1%。
1983年資訊技術平臺建立後，14家銀行組成了中銀集團，國債和外匯交易也集中起來，但是各個子銀行仍然獨立經營。
1989年由于北京的六四事件，大量香港市民前往银行挤兑，使中銀集團在港业务短暫陷入倒退。

### 重組與上市
1998年4月14日，交通銀行香港分行脫離中銀集團，回歸1987年重開的交通銀行上海總行管理。1999年，中銀集團開始重組銀行業務，準備公開配股上市。除了集友銀行外的所有小股東股份，都被中國銀行全數購入。正式的重組計劃於2001年1月獲得中國人民銀行批准，並向外公佈。
重組計畫將大陸註冊銀行的香港業務併入寶生銀行，合併後寶生更名為中國銀行（香港）有限公司。南洋商業銀行和集友銀行成為中國銀行（香港）有限公司的分支機構。合併需要通過立法來實現，因為在香港，合併事宜不能像在美國般只靠注資來實現。《中國銀行（香港）有限公司（合併）條例》在2001年7月12日獲香港立法會通過，至10月1日完成合併。所合併的銀行共有10間，屬中銀集團旗下，大部分有70至80年的歷史。2002年7月25日以中銀香港（控股）有限公司的名義於香港交易所掛牌上市，納入恒生指數成份股。2003年底，被中國人民銀行委任為香港人民幣業務清算行，次年2月25日在香港推出人民幣清算服務。除2008年因金融海嘯引發的雷曼迷債事件而沒有派發末期息外，每次皆有派發。計及2012年上半年所派的中期股息，每股累計派息合共8.014元，即當年以招股價8.075元認購的散戶，單是收股息已近乎收回成本。

### 改組

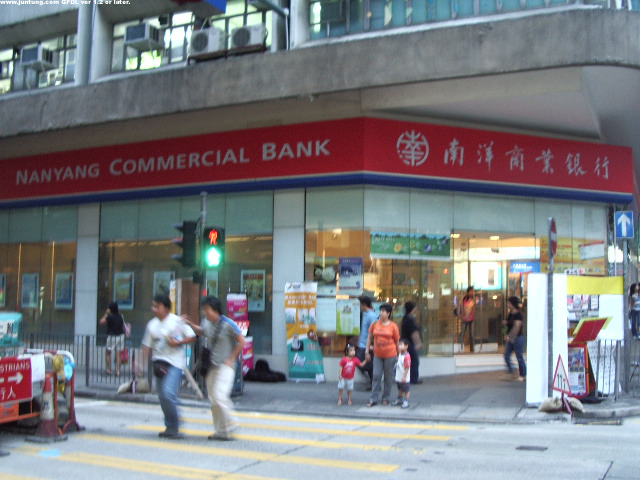
位於香港堅尼地城的南洋商業銀行分行

至2005年1月，中銀香港在中国内地有14個分支機搆獨立於其母公司，不過於2009年8月1日起，南洋商業銀行（中國）有限公司全面收購中銀香港的中國内地業務，並全面易名為南洋商業銀行經營。
2015年5月中，中銀香港計劃出售南洋商業銀行100%股權，原因是需要配合審視集團業務及資產組合情況，同時收購母行中國銀行在東盟地區部分機構業務及資產。
2015年12月18日，中銀香港以680億港元出售南洋商業銀行全部已發行股份給中國信達。南洋商業銀行於1950年在香港建行，曾經是中銀香港完全控股的子公司，本身有41間分行。南洋商業銀行主要面向企業客戶，其後勤作業與資訊科技系統均依賴中銀香港。2016年5月30日，雙方公佈交易完成，南商成為信達金控附屬公司。
2016年6月30日中銀香港分別31.2億元及37.6億元，總共涉資68.8億元向母行中國銀行，收購中銀泰國以及中銀馬來西亞之全部已發行股本。
2016年12月22日，中銀香港以76.85億元，共出售211.48萬股集友銀行股份，佔集友總發行股份約70.49%，其中192.94萬股（佔比64.31%）售予廈門國際投資有限公司，餘下18.54萬股（佔比6.18%）則通過私立集美學校基金，售予集美校委會；目前私立集美學校基金，亦持有集友銀行13.88%股權（41.6萬股）。相對集友資產淨值（2016年中期約67億港元）計，交易價等於市賬率約1.6倍。出售計劃已獲得中華人民共和國財政部批准及香港金融管理局的原則性批准。
2017年2月28日中銀香港分別斥資16.26億港元（14.39億人民幣）和12.19億港元（10.79億人民幣），向母公司收購印尼及柬埔寨業務。

## 總部
中國銀行香港分行的總部最初設於中環德輔道中2A號的中國銀行大廈，於1950年落成，外型仿照上海外灘的總行。直到由美籍華裔建築師貝聿銘設計，位於美利樓原址興建的中銀大廈於1989年落成，並於1990年5月17日啟用，正式成為中銀在香港的新總部。
中銀大廈樓高70層（305米，連旗杆高達369米），為首座位處美國境外而樓高超過一千英尺的建築物，也是1989年至1992年間香港及全亞洲最高的建築物。建築的整體風格吸收了竹子快速生長的特點，象徵着生機和前景。整座建築物的拐角由四根加強混凝土柱支撐，三角形框架將建築的壓力轉移到四個柱子上。外面用玻璃幕覆蓋。獨特的外型使它成為香港的地標之一。此建築當時造價只約為10億港元。
中銀大廈最初由中國銀行香港分行建造，其花園道入口仍然標著「中國銀行」，而不是中銀香港（BOCHK）。所有權轉歸中銀香港後，中國銀行租回幾層用作辦公。

## 業務

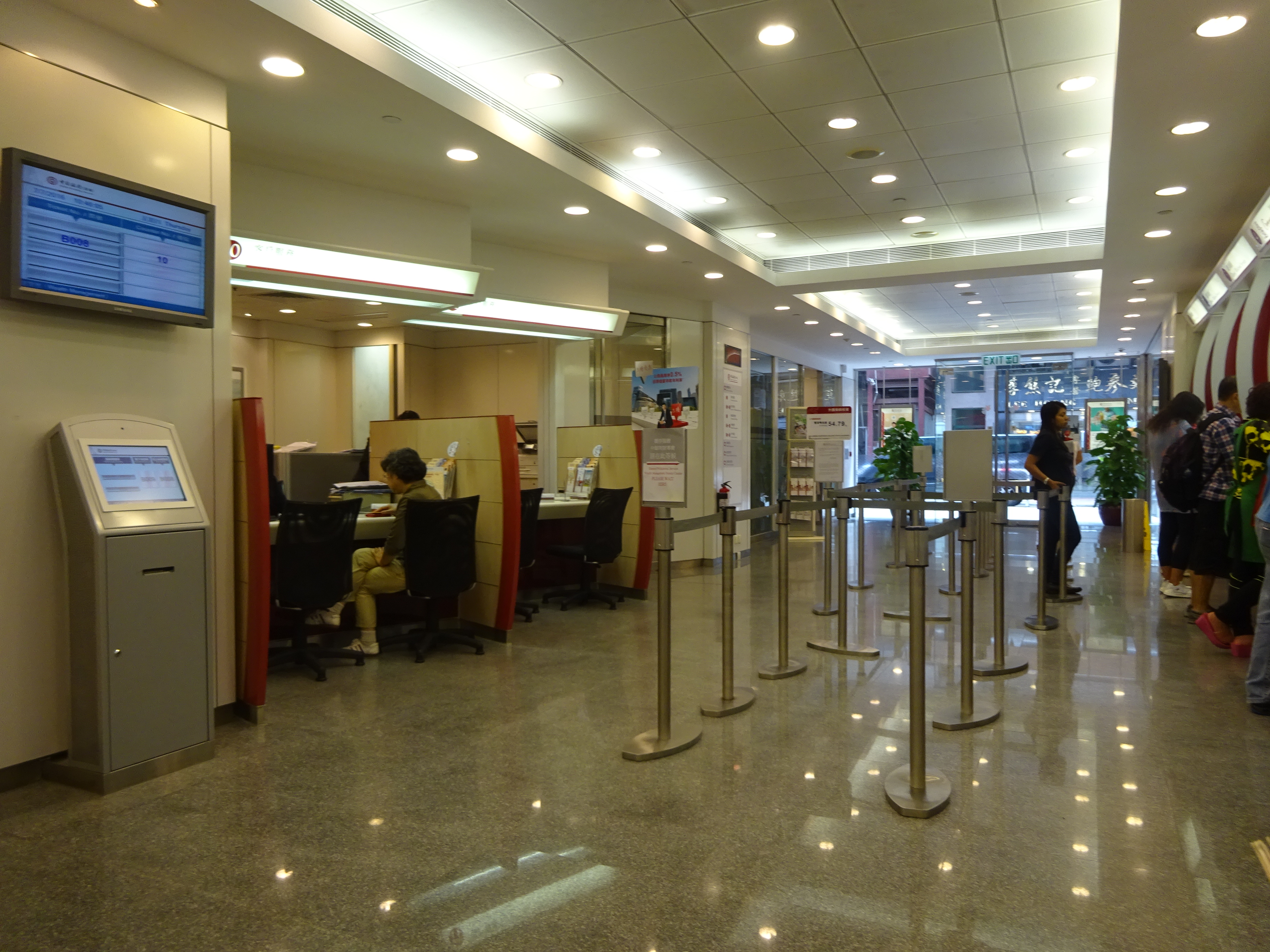
中國銀行（香港）分行內貌

中銀香港與其他商業銀行一樣，向零售商和大公司客戶提供各種金融產品和服務。最主要的是利息收入業務（將銷售商的存款貸放給企業），但是已開始提供非利息收入業務，如個人貸款、資產管理及其他金融服務。中銀香港在香港擁有最大的分行網絡（2001年重組完成時超過三百間分行），自動櫃員機則有1,000部。
中銀香港是香港最大的二手按揭銀行，而恆生銀行為最大一手按揭銀行。中銀香港二次出售事故保險、人壽保險、強制性公積金及其母公司中國銀行機構的各種資產管理服務。
中銀香港的信用卡業務，則由其全資附屬公司中銀信用卡（國際）有限公司負責。

### 发钞
中國銀行（香港）有限公司與香港上海滙豐銀行及渣打銀行（香港）同為香港發鈔銀行。三間發鈔銀行是香港銀行公會的輪任主席，是香港銀行業的主要成員。
中國銀行於1994年5月1日開始，以「中國銀行香港分行」的名義正式發鈔。根據《中國銀行（香港）併購條例》，重組以後，原本由中國銀行發行的鈔票和本票由中銀香港接管。2003年年尾，由中銀香港發行的鈔票正式流通。
為慶祝第29屆奧運會於北京舉行，中國銀行（香港）有限公司於2008年發行面額20港元的紀念鈔票。
為慶祝中國銀行成立一百週年，中國銀行（香港）有限公司於2012年2月5日發行面額100港元的紀念鈔票，但卻定價為150港幣。

### 人民幣結算行
2003年11月18日，當時的香港特別行政區行政長官董建華宣佈，中國人民銀行同意為香港個人人民幣業務提供結算安排，是首次允許人民幣在大陸以外的地方進行清算，但僅在經常帳戶下，不包括資本帳戶。業務範圍包括人民幣提款、兌換、匯款及人民幣信用卡。香港各間主要銀行競逐成為人民幣業務清算行，包括中銀香港、香港上海滙豐銀行、渣打銀行、交通銀行等，最後中銀香港被中國人民銀行選定成為清算行，為期三年。
2004年2月起，中銀香港成為香港個人人民币交易業務的指定清算行，成為人民幣鈔票與資金的結算代理，以及香港的銀行與中国人民银行之間的中介銀行。中銀香港於每筆匯回中國大陸的存款中抽取 0.125% 作為費用。
根據香港金融管理局的資料，人民幣清算行的主要職責是：
- 為參與提供人民幣業務的銀行（參加行）開立人民幣結算帳戶
- 在中国人民银行深圳市中心支行開立結算帳戶，以集中處理清算行和參加行的人民幣款項
- 收集與發放人民幣銀行票據
- 提供人民幣匯款和在香港發行的人民幣信用卡的清算服務
- 依據參加行的人民幣持有量計算人民幣和港幣之間的匯率

至2018年，經中銀香港的人民幣清算成交金額約佔全球離岸市場人民幣清算總量的七成半。

### 銀通

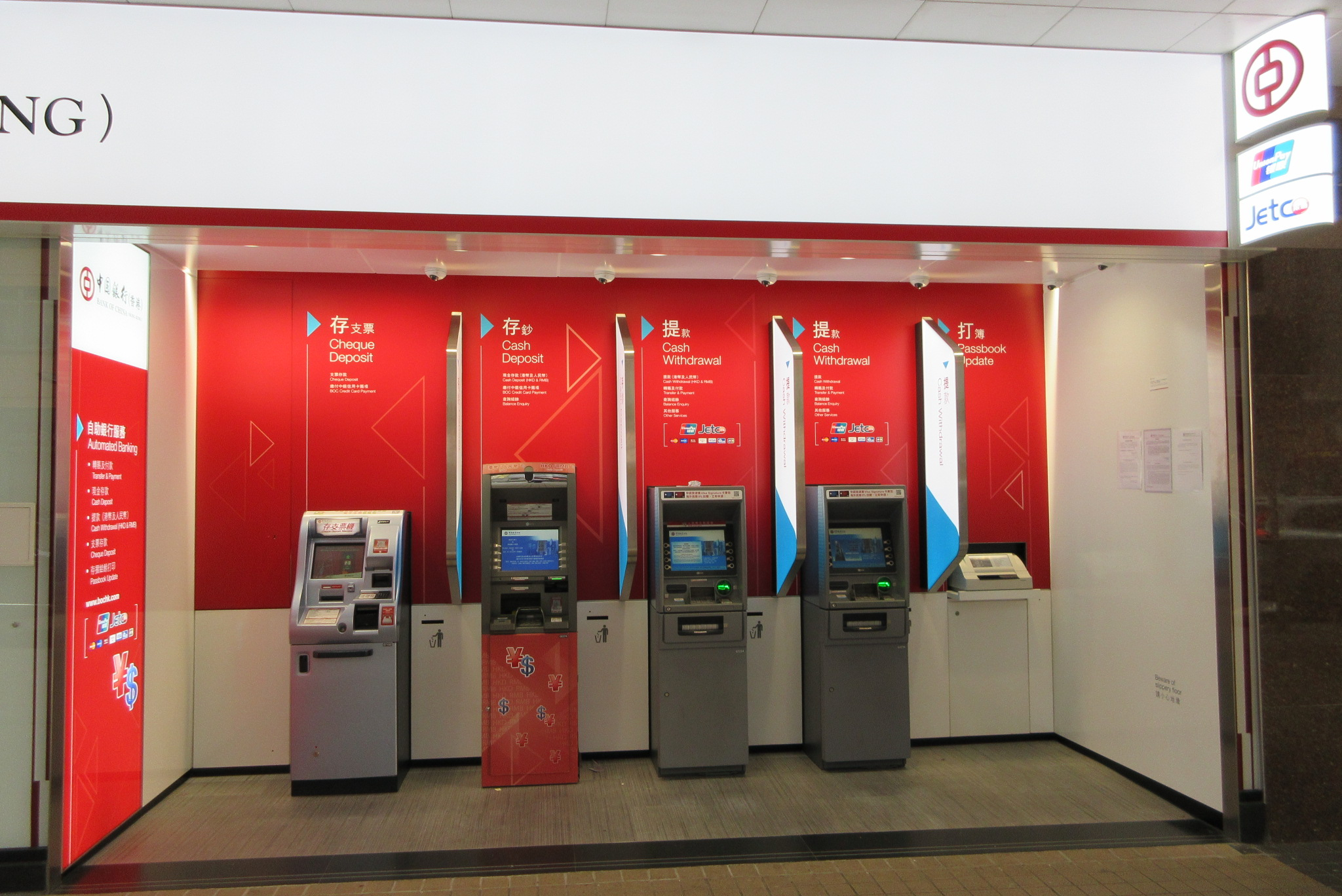
中銀香港的自動櫃員機，其中的自動提款機均支援銀通

銀通是香港和澳門最大的自動提款機網絡，1982年中國銀行香港分行聯同東亞銀行、浙江第一銀行、上海商業銀行及永隆銀行建立銀通網絡。截至2023年中銀香港持有其19.96%的股份。現時除了香港上海滙豐銀行及恒生銀行自設提款網絡易通財之外，港澳地區所有商業銀行都加入銀通網絡。
以往銀通與中國銀聯網絡互通，銀通提款卡用戶能夠在中國大陸各大城市的銀聯櫃員機提取人民幣現金，銀聯提款卡也能從香港的銀通櫃員機每日提取不多於4,500港元現金。但从2006年1月1日起，香港银通卡已不能在大陆的银联提款机使用，不过中银香港发行的银通卡可用于大陆中国银行的中银通提款机。其他银行亦发行可用于中國结算的银联卡，可在大陆通过银联网络提款或消费。部分中资银行的香港分支机构（比如建设银行、招商银行）发行了银通／银联通用的“两地卡”。

### 慈善活動
中銀香港慈善基金為中銀香港屬下機構之一，曾捐助各類型慈善活動，包括興建醫院設施、贊助公益活動等。學術領域方面，則為香港城市大學設立獎學金。賑災方面，為香港紅十字會替南亞海嘯災民籌集550萬港元救濟金。
2006年，中銀香港慈善基金協辦中銀香港全港青少年羽毛球比賽及與香港管弦樂團合辦紀念音樂家莫扎特250歲冥壽的「都會莫扎特」音樂會。

## 事件

### 高管涉問題貸款及貪污
2003年5月，中国银行突然免去劉金寶中銀香港總裁一职并将其召回北京成為中國銀行的副董事長，同年6月6日中国银行确认其因被举报在中国内地以及香港有可疑放贷正在接受调查，而中银香港总裁办公室原总经理张德宝则于次年4月亦被召回。据称针对刘金宝的調查早于2000年已经开始，因有关当局此前收到了举报中國銀行上海分行涉及违规贷款，其在任行长期间亦经手诸多项超权限、逆程序、违纪违规的放贷，调查结果显示刘金宝在上海期间受贿的涉案总额折合人民币为140多万元，案發時中銀香港還未成立。
中银香港（控股）于2003年6月9日发公告称，2002年6月中银香港向新农凯提供一项为期一年金额为17.7亿港元的贷款，作为新农凯收购上海地产控股有限公司股权的资金，这笔貸款涉嫌“最初的風險未被充分考慮”和在中銀香港風險管理部門嚴重警告下仍然發放貸款。2003年6月10日，中銀香港董事會宣佈成立專責委員會調查問題貸款，而专责委员会於8月18日將事件有關的企業銀行及資金副總裁、代理總裁柯文雅等人停职。同年9月6日专责委员会公佈调查报告，報告指出劉金寶作為該行信託委員會主席，但從未主持過會議，只交由柯文雅負責，劉金寶應為此而負責；柯文雅則於推介該筆貸款時未有充分考慮交易的內在風險及風險管理部的疑慮，故亦需接受批評。报告亦表示未查出有任何證據表明有人於事件中涉及貪污或受賄，刘金宝和柯文雅僅需对新农凯贷款的「錯誤判斷」负责。
2004年8月2日，中銀香港（控股）發通告指中銀香港原副总裁朱赤、丁燕生停职並被内地有关部门立案调查，同年8月5日中银香港（控股）发公告称此前调回中国银行的刘金宝和张德宝亦一直被内地司法机关调查，且与朱赤、丁燕生的案件有关联。有关人员涉嫌未经授权而将中银香港合并前成员行控股股东所拥有的某些资金分配作个人用途，这些资金并非该公司及其附属机构或其任何客户的资产，而是属于合并前成员行的福利金、福利会以及康乐委员会等不记账之资金，据报估計涉案金額約3千萬港元。
2005年8月12日，吉林省长春市中级人民法院对贪污、受贿的中银香港原总裁刘金宝、副总裁朱赤、丁燕生、总裁办公室原总经理张德宝等人作出一审判决，判处刘金宝死刑、缓期二年执行，并没收个人全部财产，判处朱赤、丁燕生有期徒刑十三年，并处罚金200万元，判处张德宝有期徒刑八年，并处罚金150万元。
中銀香港其後重新組織架構和加強內部控制，又通過全球招聘安排高層人事，以期加強公司治理和弥补處理風險管理政策的不足之處。

## 外部連結
- 官方网站
- 香港法例第1167章《中國銀行（香港）有限公司（合併）條例》